# Championnats du monde de VTT marathon 2008
Navigation
2007 2009
Les championnats du monde de VTT marathon 2008 ont lieu à Villabassa en Italie le 5 juillet 2008.

## Classements

### Hommes
| Pos | Nom                 | Pays     | Temps             |
| --- | ------------------- | -------- | ----------------- |
| 1   | Roel Paulissen      | Belgique | 4 h 46 min 56 s 3 |
| 2   | Christoph Sauser    | Suisse   | + 0 s             |
| 3   | Urs Huber           | Suisse   | + 5 min 0 s 5     |
| 4   | Leonardo Paez       | Colombie | + 8 min 17 s 8    |
| 5   | Ralph Näf           | Suisse   | + 9 min 14 s 5    |
| 6   | Lukas Buchli        | Suisse   | + 10 min 31 s 4   |
| 7   | Thomas Frischknecht | Suisse   | + 11 min 58 s 6   |
| 8   | Johnny Cattaneo     | Italie   | + 13 min 37 s 5   |

### Femmes
| Pos | Nom                      | Pays      | Temps            |
| --- | ------------------------ | --------- | ---------------- |
| 1   | Gunn-Rita Dahle          | Norvège   | 4 h 9 min 56 s 5 |
| 2   | Sabine Spitz             | Allemagne | + 1 min 44 s 4   |
| 3   | Pia Sundstedt            | Finlande  | + 3 min 39 s 1   |
| 4   | Esther Süss              | Suisse    | + 11 min 53 s 1  |
| 5   | Erika Dicht              | Suisse    | + 13 min 35 s 2  |
| 6   | Elena Gaddoni            | Italie    | + 16 min 34 s 4  |
| 7   | Anna Ferrari             | Italie    | + 18 min 34 s 6  |
| 8   | Marielle Saner-Guinchard | Suisse    | + 19 min 21 s 6  |